# Nikolaj Sologubov
Nikolaj Michajlovič Sologubov (in russo Николай Михайлович Сологубов?; Mosca, 8 agosto 1924 – Mosca, 30 dicembre 1988) è stato un hockeista su ghiaccio sovietico.

## Palmarès

### Olimpiadi invernali
- 2 medaglie:
  - 1 oro (Cortina d'Ampezzo 1956)
  - 1 bronzo (Squaw Valley 1960)

### Mondiali
- 8 medaglie:
  - 2 ori (Cortina d'Ampezzo 1956; Stoccolma 1963)
  - 4 argenti (Germania Ovest 1955; Mosca 1957; Oslo 1958; Praga 1959)
  - 2 bronzi (Squaw Valley 1960; Svizzera 1961)